# Tetramorium indosinense
Tetramorium indosinense är en myrart som beskrevs av Wheeler 1927. Tetramorium indosinense ingår i släktet Tetramorium och familjen myror. Inga underarter finns listade i Catalogue of Life.